# Orwell Dev-C++
Orwell Dev-C++ (früher Dev-C++, so wie es auch noch verkürzt genannt wird) ist eine freie, quelloffene Entwicklungsumgebung ursprünglich von Bloodshed Software für C und C++. Sie läuft unter Windows und nutzt MinGW als Compiler, eine Windows-Portierung der GNU Compiler Collection. Dev-C++ kann auch in Verbindung mit Cygwin oder anderen Compilern genutzt werden, die auf GCC basieren.
Dev-C++ wurde von Colin Laplace begonnen. Dev-C++ wird in Delphi unter Verwendung des GUI-Toolkits VCL entwickelt.
Mit sogenannten DevPaks kann die Dev-C++-Entwicklungsumgebung erweitert werden, beispielsweise um neue Bibliotheken oder Werkzeuge. DevPaks können auch mit Code::Blocks verwendet werden.
Dev-C++ wird als Projekt auf SourceForge gespeichert und verwaltet.

## Entwicklung
Nachdem die Entwicklung von Dev-C++ ab März 2005 stillgestanden hatte, erschien am 30. Juni 2011 eine neue Version, der weitere folgten. Die aktuelle Version enthält einen neuen GCC (Version 4.8.1) und bringt auch alle erforderlichen Ressourcen zum Programmieren von DirectX und Win32 mit. Viele Programmfehler und Stabilitätsprobleme wurden behoben.
Von Bloodshed wird noch immer die veraltete Version 4.9.9.2 (März 2005) als „aktuell“ bereitgestellt, neuere Versionen erschienen sämtlich unter dem Namen Orwell Dev-C++.
Versuche, das Projekt von der Entwicklungsumgebung Delphi zur freien Entwicklungsumgebung Lazarus, unter Verwendung der Lazarus Component Library anstatt der Visual Component Library, zu konvertieren, schliefen ein. Dies hätte es erlaubt, Dev-C++ auch unter Linux zu kompilieren und einzusetzen. Es existiert ein Branch, der Lazarus verwendet, er wurde aber nicht in den offiziellen Quellcode übernommen.

## Schwesterprojekte
wxDev-C++ ist eine Erweiterung von Dev-C++ und wird ebenfalls aktiv weiterentwickelt. Es bietet eine RAD-Umgebung für wxWidgets.